# New Line Cinema
New Line Productions, Inc., făcând afaceri ca New Line Cinema, este o companie de producție de film și televiziune care este o subsidiară a Warner Bros. Motion Picture Group, o divizie a studioului de film "Big Five" Warner Bros., care, la rândul său, este deținut de Warner Bros. Discovery. Are sediul în Burbank, California.
Studioul a fost fondat în 1967 de Robert Shaye în New York City, și a operat ca o unitate a Warner Bros. Pictures din 2008. După ce a devenit un studio de film urmând achiziției sale de către Turner Broadcasting System în 1994, Turner a fuzionat ulterior cu Time Warner Entertainment (cunoscut mai târziu ca WarnerMedia din 2018 până în 2022 și ca Warner Bros. Discovery din 2022) în 1996, iar New Line a fost fuzionat cu Warner Bros. Pictures în 2008.
New Line Cinema este în prezent unul din cele patru studiouri de film live action în cadrul Warner Bros. Motion Picture Group, cu celelalte fiind Warner Bros. Pictures, Castle Rock Entertainment și acțiuni minoritare în Spyglass Media Group. Studioul a fost poreclit "Casa pe care Freddy a construit-o" datorită succesului seriei de filme Coșmar pe Strada Ulmilor. Cu toate acestea, proprietatea lor cea mai de succes a fost adaptarea lor cinematografică a trilogiei Stăpânul inelelor de J.R.R. Tolkien cu un succes comercial considerabil și numeroase Premii Oscar.